# Vittorio Emanuele (nave da battaglia)
Il Vittorio Emanuele era una pre-dreadnought della classe Regina Elena (anche nota come classe Vittorio Emanuele). Impostato nel 1901, varato nel 1904, fu completato nel 1908 prestando servizio fino al 1923 e trovando impiego durante la guerra di Libia e la prima guerra mondiale.

## Progetto

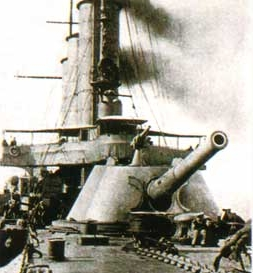
La torre prodiera di g.c. della Vittorio Emanuele

A cavallo tra la fine del XIX secolo e l'inizio del XX secolo le relazioni italo-francesi erano ancora piuttosto turbolente, così come lo erano state fin dalla nascita dello Stato unitario italiano. In particolare nei primissimi anni del Novecento l'Italia si era venuta a trovare in netta inferiorità navale rispetto alla potenza transalpina. Per ovviare a ciò, mentre più potenti navi da battaglia italiane erano in costruzione, al colonnello del Genio Navale Vittorio Cuniberti, venne affidato dalla Regia Marina il compito di realizzare una classe di corazzate leggere, veloci e soprattutto dal costo contenuto, viste le deboli finanze italiane. Cuniberti accettò la sfida e progettò una classe di corazzate maneggevoli e ben bilanciate.
Il Vittorio Emanuele era la seconda nave impostata, impostata nel 1901 come la capoclasse Regina Elena; due anni dopo iniziò la realizzazione del Roma e del Napoli, che differivano dalle prime due per le sovrastrutture più leggere, in quanto non erano equipaggiate per imbarcare un ammiraglio ed il suo stato maggiore.
All'epoca del progetto, Cuniberti, noto soprattutto per essere stato il padre universalmente riconosciuto della corazzata monocalibro, cioè le Dreadnought, aveva già le idee più che chiare su come dovessero essere le moderne navi da battaglia, in Italia non ebbe modo di realizzare i suoi rivoluzionari progetti, a causa delle difficoltà di bilancio statale, ma applicò ugualmente le sue grandi capacità per fornire il Paese del massimo possibile in campo navale con i soldi che c'erano. Egli fece di necessità virtù e il Vittorio Emanuele fu un bastimento molto ammirato da tutti gli esperti di costruzioni navali militari dell'epoca.